# Changzhous tunnelbana
Changzhous tunnelbana (kinesiska: 常州轨道交通,, pinyin Chángzhōu guǐdào jiāotōng)är ett tunnelbanesystem i Changzhou, i Jiangsu-provinsen i Kina. Det består i januari 2022 av 2 linjer med en total längd av 54kilometer.  Den första linjen kom i trafik 2019. 